# SN 2002gu
SN 2002gu – supernowa odkryta 10 października 2002 roku w galaktyce A023148-0109. W momencie odkrycia miała maksymalną jasność 20,90m.